# Andrzej Słowakiewicz (piłkarz)
Andrzej Słowakiewicz (ur. 30 listopada 1963 w Krakowie) – polski piłkarz grający na pozycji obrońcy.

## Kariera
Karierę piłkarską Słowakiewicz rozpoczął w klubie Hutniku Kraków. Trenował również w Victorii Jaworzno. W 1987 roku wrócił do Hutnika, a latem tamtego roku został zawodnikiem Lecha Poznań, w którym w sezonie 1987/1988 zadebiutował w pierwszej lidze. Wiosną 1988 roku zdobył z Lechem Puchar Polski. W poznańskim zespole grał też w sezonie 1988/1989.
Latem 1989 roku Słowakiewicz przeszedł do Zagłębia Lubin. W Zagłębiu rozegrał 5 meczów w lidze, a po sezonie 1989/1990 odszedł do Śląska Wrocław. W Śląsku grał w sezonach 1990/1991 oraz 1991/1992.
W latach 1993–1994 Słowakiewicz grał w Chrobrym Głogów. W 1995 roku ponownie był graczem Śląska, a w 1996 roku - Chrobrego. Z kolei w 1997 roku występował w Karkonoszach Jelenia Góra. W 1998 roku został zawodnikiem Górnika Polkowice. W sezonie 2002/2003 awansował z nim z drugiej do pierwszej ligi, a po tym sukcesie zakończył karierę.
Ogółem w polskiej ekstraklasie Słowakiewicz rozegrał 57 meczów i strzelił 3 gole.